# Goldbauch-Zwergbuntbarsch
Der Goldbauch-Zwergbuntbarsch (Apistogramma atahualpa) ist eine kleine Buntbarschart, die im oberen, peruanischen Amazonasgebiet im Einzugsgebiet des Río Nanay und in Schwarzgewässern in der Nähe von Iquitos vorkommt. Der Fisch wurde 1997 wissenschaftlich beschrieben und war vor seiner Beschreibung in der Aquaristik als Apistogramma sp. "sunset" bekannt. Das Art-Epitheton ist ein Dedikationsname zu Ehren von Atahualpa des letzten Herrschers des Inkareiches.

## Merkmale
Der Goldbauch-Zwergbuntbarsch ist ein mittelgroßer Zwergbuntbarsch, mit seitlich abgeflachtem Körper, kräftigen Kiefern, dicken, fleischigen Lippen und einem deutlichen Sexualdimorphismus. In seinem äußeren Erscheinungsbild ähnelt er dem Panda-Zwergbuntbarsch (Apistogramma nijsseni) und Apistogramma payaminonis. Bei den Männchen sind die von den ersten fünf bis sieben Rückenflossenstrahlen gestützten Flossenmembranen verlängert. Die Männchen sind hellbläulich bis olivgrün gefärbt mit einem kräftig gelben bis orangen Bauch, einem dunklen Längsstreifen zwischen Auge und Schwanzstiel, einem weiteren dunklen Streifen, der vom Augen schräg nach unten zum Unterrand des Kiemendeckels verläuft und dunkeln Flecken auf dem Rücken, die bis in das untere Drittel der Rückenflosse reichen. Bei den kräftig gelb gefärbten Weibchen wird diese Fleckenreihe zu einem dunklen Band in der unteren Hälfte der Rückenflosse und auf dem Rücken. 
- Flossenformel: Dorsale XV/7, Anale III/6–7, Ventrale I/5.

Alle Schuppen bis auf wenige, vor der Rückenflosse liegende Rundschuppen, sind Kammschuppen. Von allen anderen Apistogramma-Arten unterscheidet sich der Goldbauch-Zwergbuntbarsch durch einen doppelten Fleck auf dem Schwanzstiel, eine abgerundete, in seltenen Fällen auch gerade abschließende oder leicht eingebuchtete, transparente Schwanzflosse völlig ohne irgendwelche Musterungen in Form von Streifen oder Punkten und die Fleckenreihe entlang der Rückenflossenbasis.
Die Fische sind Verstecklaicher, bei der das Weibchen die Brutpflege zunächst allein ausübt, während das Männchen das Revier verteidigt.